# Franziska Schaub
Franziska Schaub (n. 25 decembrie 1985) este un fotomodel german. Ea a fost aleasă în 1998 Miss Germany, iar în 1999 ocupă locul 1 la concursul Top Model of the World.